# Gerhard von Kügelgen
Franz Gerhard von Kügelgen (Bacharach am Rhein, 26 de febrero de 1772-Dresde, 27 de marzo de 1820) fue un pintor alemán, famoso por sus retratos y sus cuadros de historia. Fue profesor en la Academia de Artes de Dresde y miembro de las Academias de Arte prusiana y rusa. Su hermano gemelo, Karl von Kügelgen, también fue un pintor destacado.
Después de dejar la escuela en 1789, Kügelgen estudió pintura en Coblenza. En 1791 empezó a trabajar en Bonn, donde pintó retratos del Elector Maximiliano Francisco de Habsburgo, el ministro, Ferdinand August von Spiegel zum Desenberg y el Conde de Waldstein. Más tarde, Gerhard von Kügelgen y su hermano emprendieron un viaje educativo a Roma, Múnich y Riga, que fue financiado por Maximiliano Francisco de Habsburgo.
En 1800, Kügelgen se casó con Helene Marie Zoege von Manteuffel. Tuvieron tres hijos. Su hijo mayor, Wilhelm, nació en San Petersburgo en 1802, y también se hizo pintor. Los otros hijos eran Gerhard (nacido en 1806) y Adelheid (nacida en 1808).
Durante su carrera, Gerhard von Kügelgen pintó retratos de Caspar David Friedrich, Johann Wolfgang von Goethe, Johann Gottfried Herder, August von Kotzebue, Friedrich Schiller, Johann Gottfried Seume, Ludwig Uhland, Zacharias Werner, Christoph Martin Wieland y otros escritores, artistas y eruditos de su época. Después de trasladarse a Dresde, su villa «Gottessegen» se convirtió en lugar de reunión para artistas y aficionados del primer romanticismo. Fue también maestro y amigo de Caspar David Friedrich.
En 1820, Kügelgen fue asesinado por un ladrón mientras caminaba desde su estudio en Loschwitz hasta Dresde. Está enterrado en el Antiguo Cementerio Católico de Dresde.